# مود فونتينوي
مود فونتينوي (بالفرنسية: Maud Fontenoy)‏ هي بحارة فرنسية ولدت في يوم 7 سبتمبر 1977 في مدينة مو في فرنسا. اشتهرت بانجازها بعبور المحيط الأطلسي في سنة 2003 وعبور المحيط الهادئ في سنة 2005.